# André Brunet (patinage artistique)
Pour les articles homonymes, voir André Brunet et Brunet.
André Brunet, né en 1934 ou 1935, est un patineur artistique français puis entraîneur. 

## Biographie

### Carrière sportive
Il est entraîné par Jacqueline Vaudecrane. 

### Reconversion
Sa carrière achevée, il devient entraîneur à la patinoire de Colombes où il a notamment comme élèves Philippe Candeloro, Thierry Cérez, Romain Gazave, Vincent Restencourt et Surya Bonaly.

### Famille
Sa fille Catherine Brunet est également patineuse artistique.